# Новоконстантиновка (Благоварський район)
Новоконстанти́новка (рос. Новоконстантиновка, башк. Яңы Константиновка) — село у складі Благоварського району Башкортостану, Росія. Входить до складу Мирнівської сільської ради.
Населення — 176 осіб (2010; 230 в 2002).
Національний склад:
- українці — 35 %